# فیلتر عنصر گسسته
| A low-noise block converter with the lid and horn removed exposing the complex circuitry inside, with the exception of the local oscillator which remains covered. The horizontal and vertical polarisation probes can be seen protruding into the circular space where the horn is normally attached. Two output connectors can be seen at the bottom of the device. |
| |

فیلتر عنصر گسسته (به انگلیسی: Distributed-element filter) یک فیلتر الکترونیکی است که در آن خازن، سلف و مقاومت (عناصر مدار) در خازن‌های گسسته، سلف‌ها و مقاومت‌ها همان‌طور که در فیلترهای متعارف قرار دارند، متمرکز نیستند. هدف آن اجازه عبور طیف وسیعی از فرکانس‌های سیگنال، اما مسدود کردن مابقی است. فیلترهای متعارف از سلف و خازن ساخته می‌شوند، و مدارهای ساخته شده توسط مدل اجزای محدود توصیف می‌شود، که هر عنصر را در یک مکان «جمع می‌کند» در نظر می‌گیرد. این مدل از نظر مفهومی ساده است، اما در صورتی که فرکانس سیگنال افزایش یابد، یا کاهش طول موج، به‌طور فزاینده‌ای غیرقابل اعتماد می‌شود. مدل عنصر گسسته در همه فرکانس‌ها بکار برده می‌شود و در تئوری خط انتقال استفاده می‌شود. بسیاری از اجزای گسسته از طول کوتاه خط انتقال ساخته شده‌اند. در نمای گسسته مدارها، عناصر در طول هادی توزیع می‌شوند و به‌طور غیرقابل تفکیک با هم مخلوط می‌شوند. طراحی فیلتر معمولاً فقط مربوط به سلف و خازن است، اما به دلیل این اختلاط عناصر، نمی‌توان آن‌ها را به عنوان خازن‌ها و سلف‌های «فشرده» جداگانه مورد استفاده قرار داد. هیچ فرکانس دقیقی در بالا وجود ندارد که از فیلترهای عناصر گسسته استفاده شود، اما به ویژه با باند مایکروویو (طول موج کمتر از یک متر) در ارتباط هستند.
فیلتر عنصر گسسته در بسیاری از کاربردهای مشابه به عنوان فیلترهای عنصر فشرده، مانند: قابلیت‌انتخاب کانال‌های رادیویی، محدودسازی‌باند نویز و تسهیم‌سازی چندین سیگنال در یک کانال استفاده می‌شود. فیلترهای عنصر گسسته ممکن است برای هر یک از شکل‌باندهای ممکن با عناصر فشرده (پایین‌گذر، میان‌گذر و غیره) به استثنای بالاگذر که معمولاً فقط تقریبی است ساخته شود. کلیه دسته‌های فیلتر مورد استفاده در طراحی‌های عناصر فشرده (باتروت، چبیشف و غیره) با استفاده از یک رویکرد عنصر گسسته قابل اجرا هستند.
شکل‌های اجزای زیادی برای ساخت فیلترهای عنصر گسسته وجود دارد، اما همه این‌ها ویژگی مشترک ایجاد ناپیوستگی در خط انتقال را دارند. این ناپیوستگی‌ها امپدانس راکتیو را برای جبهه‌موجی که در زیر خط حرکت می‌کند، ایجاد می‌کنند و این واکنش‌ها می‌تواند با طراحی انتخاب شود تا به عنوان تقریب برای سلف‌های فشرده، خازن‌ها یا تشدیدگرها عمل کند، همان‌طور که توسط فیلتر مورد نیاز است.

## تاریخچه
توسعه فیلترهای عناصر گسسته در سال‌های قبل از جنگ جهانی دوم آغاز شد. وارن پی میسون زمینه مدارهای عناصر گسسته را ایجاد کرد. مقاله بزرگ در مورد این موضوع در سال ۱۹۳۷ توسط میسون و سایکس منتشر شد. میسون ثبت اختراع را خیلی زودتر، یعنی در سال ۱۹۲۷، ثبت کرده بود، و این حق ثبت اختراع ممکن است شامل اولین طراحی الکتریکی منتشر شده باشد که از تجزیه و تحلیل عناصر فشرده فاصله می‌گیرد. کار میسون و سایکس بر روی قالب‌های کابل کواکسیال و زوج‌های متوازن متمرکز شده بود - فناوری‌های مسطح هنوز مورد استفاده قرار نمی‌گرفتند. پیشرفت زیادی در سال‌های جنگ انجام شده‌است که ناشی از نیازهای فیلتر رادار و پادکار الکترونیکی است. بخش خوبی از این در آزمایشگاه پرتوی MIT بود اما آزمایشگاه‌های دیگر در ایالات متحده و انگلیس نیز دخیل شدند.